# Diploderma varcoae
Diploderma varcoae — вид ігуаноподібних ящірок родини агамових (Agamidae). Ендемік Китаю.

## Поширення і екологія
Diploderma varcoae мешкають на Юньнань-Гуйчжоуському плато на південному заході Китаю, в провінціях Юньнань і Гуйчжоу. Вони живуть в соснових лісах та на узліссях, трапляються на порослих травою гірських схилах та на полях. Зустрічаються на висоті від 1500 до 2700 м над рівнем моря. Відкладають яйця.